# STS-101
STS-101 (englisch Space Transportation System) ist die Missionsbezeichnung für einen Flug des US-amerikanischen Space Shuttles Atlantis (OV-104) der NASA. Der Start erfolgte am 19. Mai 2000. Es war die 98. Space-Shuttle-Mission, der 21. Flug der Raumfähre Atlantis und der dritte Flug eines Shuttles zur
Internationalen Raumstation (ISS).

## Mannschaft
- James Halsell (5. Raumflug), Kommandant
- Scott Horowitz (3. Raumflug), Pilot
- Jeffrey Williams (1. Raumflug), Missionsspezialist
- Susan Helms (4. Raumflug), Missionsspezialistin
- James Voss (4. Raumflug), Missionsspezialist
- Mary Weber (2. Raumflug), Missionsspezialistin
- Juri Ussatschow (3. Raumflug), Missionsspezialist (Roskosmos/ Russland)

## Missionsbeschreibung
Hauptaufgaben der Atlantis-Mission waren Wartungsarbeiten, ein Außenbordeinsatz zur Montage eines Kranes und entsprechender Halterungen sowie das Anheben der Flugbahn der internationalen Raumstation. Zudem war dies die erste Mission, bei der nach einer grundlegenden Modernisierung des Orbiters ein Glascockpit zum Einsatz kam.
Einige Stunden nach dem Kopplungsmanöver wurde zunächst der Ausstieg ausgeführt. Die Astronauten Voss und Williams inspizierten und sicherten zunächst einen bei der Mission STS-96 installierten Kran (Orbital replacement unit Transfer Device) und vollendeten die Montage des russischen Strela-Krans auf dem inneren Kopplungsadapter von Unity. Danach wechselten sie eine defekte Kommunikationsantenne und montierten 8 Halterungen sowie ein Kamerakabel. Der Ausstieg dauerte 6 Stunden und 44 Minuten.
Nach den erfolgreichen Arbeiten im freien Weltraum wurden die Luken zur Station geöffnet und zunächst Luftproben an verschiedenen Stellen genommen. Untersucht wurden auch die Luftzirkulation und die Kohlendioxidkonzentration. Zu deren Verbesserung wurden Luftfilter gewechselt sowie mehrere Luftschläuche verlegt, verstärkt und mit einer besseren Schalldämpfung versehen. An den fünf Arbeitstagen in der Station wurden außerdem 4 Batterien im Sarja-Modul gewechselt, aufgeladen und getestet. Dazu gehörte auch die Elektronik, die das geregelte Auf- und Entladen der Batterien steuert. Turnusmäßig gewechselt wurden Feuerlöscher, Rauchmelder, Kühlventilatoren und die Speichereinheit eines Radiotelemetriesystems. Unter der Aufsicht von Susan Helms wurden mehr als 1.000 Kilogramm Nutzlast in die Station transportiert. Dazu gehörten Bekleidung, Müllsäcke, 4 gefüllte Wasserbehälter, eine IMAX-Filmkamera, ein Laufband, ein Fahrradergometer, Werkzeug und Bücher. Damit alles sinnvoll untergebracht werden konnte, wurden zusätzliche Lagereinrichtungen im hinteren Teil von Sarja installiert.
Drei Antriebsperioden sorgten dafür, dass die Bahn der ISS um mehr als 40 Kilometer angehoben wurde. Damit befand sich die Station in der idealen Position für das Ankoppeln des Wohn- und Antriebsmoduls Swesda, das Mitte Juli in den Orbit gelangte.
Im Shuttle wurden während des Fluges nur wenige Experimente durchgeführt. So wurden Proteinkristalle für medizinische und analytische Zwecke hergestellt. Kommerziell wurde menschliches Alpha-Interferon 2b gewonnen, das gegen Hepatitis B und C sowie gegen Melanome, Leukämie und das Kaposi-Sarkom wirksam ist. Im Rahmen des Protein Crystal Growth – Biotechnology Ambient Generic – Experiments (PCG-BAG) wurden insgesamt 504 verschiedene Proben aktiviert. Dabei wurden die kristallbildenden Komponenten erst in der Schwerelosigkeit zusammengebracht. Danach verdunstete die verdünnende Flüssigkeit und der Kristallbildungsprozess setzte ein. Komplettiert wurde das wissenschaftliche Forschungsprogramm durch ein Experiment in der Astoculture-Handschuhbox. Hier wurden 1.000 Sojabohnensamen Bakterien mit dem rs-GFP-Gen ausgesetzt. Dadurch entstehen Pflanzen, die das fremde Gen in ihr Erbgut einbauen. In der Schwerelosigkeit funktioniert dieses Verfahren effizienter als auf der Erde. Transgene Pflanzen sollen in Zukunft nicht nur resistenter gegen Schädlinge sein, sondern auch Medikamente produzieren können.
Zu den Routineaufgaben der STS-101-Besatzung gehörten die Untersuchungen zur Virus-Reaktivierung in der Schwerelosigkeit, zur Funktion des Immunsystems, zur Zusammensetzung der Kabinenluft und zur Navigation nach GPS-Daten. Derartige Navigationssysteme sollen sowohl in der Internationalen Raumstation als auch im damals noch geplanten Rettungsfahrzeug Crew Return Vehicle zum Einsatz kommen. Außerdem wurde ein Halbleitersensor getestet, mit dem auch größere Objekte in der Umlaufbahn erfasst werden können (bis zu 22,6 Bogenminuten). Der zu 100 % erfolgreiche Flug ging am 29. Mai mit einer Nachtlandung in Florida zu Ende.
Diese Mission war der Columbia-Katastrophe sehr ähnlich. Eine beim Start beschädigte Fliesennaht verursachte einen Riss, durch den beim Wiedereintritt Plasma in den linken Flügel eindringen konnte. Das Plasma drang nicht sehr tief ein und der Schaden wurde vor dem nächsten Flug behoben. Wäre das Plasma tiefer eingedrungen, hätte dies die aus Aluminium bestehende Gitterstruktur des linken Flügels zum Schmelzen und das Shuttle zum Auseinanderbrechen bringen können.